# Sikander Bakht
Sikander Bakht, född 24 augusti 1918 i Delhi, död 23 februari 2004 på sjukhus i Thiruvananthapuram, var en indisk politiker (BJP) och vid sitt frånfälle guvernör i delstaten Kerala.
Bakht var under många år ledamot av Lok Sabha. I Morarji Desais regering 1977 till 1979 var han arbets- och bostadsminister. När Atal Bihari Vajpayee i maj 1996 bildade regering erbjöds Bakht först posten som stadsutvecklingsminister och, sedan han avböjt detta erbjudande, posten som utrikesminister. Eftersom regeringen föll redan 1 juni samma år höll dock Bakht sin nya ministerpost i inte mer än en vecka. 18 april 2002 utnämndes han till guvernör i Kerala, där han alltså stannade till sin bortgång.